# Martin-Église
 Martin-Église  es una población y comuna francesa, en la región de Alta Normandía, departamento de Sena Marítimo, en el distrito de Dieppe y cantón de Dieppe-Est.

## Demografía
| 963 | 942 | 1093 | 1185 | 1167 | 1331 |
| Para los censos de 1962 a 1999 la población legal corresponde a la población sin duplicidades (Fuente: INSEE [Consultar]) |     |      |      |      |      |